# Cervenakovo, Sliven
Cervenakovo (în bulgară Червенаково) este un sat în comuna Tvărdița, regiunea Sliven,  Bulgaria. 

## Demografie
Componența etnică a satului Cervenakovo
     Bulgari (68,52%)
     Nicio identificare (31,47%)
     Altele (0%)
La recensământul din 2011, populația satului Cervenakovo era de 197 locuitori. Din punct de vedere etnic, majoritatea locuitorilor (68,52%) erau bulgari. Pentru 31,47% din locuitori nu este cunoscută apartenența etnică.